# Терористичний напад на готель «Інтер-Континенталь» у Кабулі (2018)
Терористичний напад на готель «Інтер-Континенталь» у Кабулі  відбувся 20 січня 2018 року. Унаслідок нападу загинуло щонайменше 18 людей, серед яких 14 — іноземці. 11 із 14 загиблих іноземців були співробітниками приватної афганської авіакомпанії Kam Air.
Серед загиблих також була жителька Борисполя, стюардеса авіакомпанії «Українські крила» Катерина Пасенчук. За інформацією МЗС України кількість загиблих громадян України може бути сім. За інформацією BBC кількість загиблих громадян України може бути дев'ять.

## Список загиблих
| Країна     | Громадяни |
| ---------- | --------- |
| Україна    | 9[a]      |
| Афганістан | 4[a]      |
| Венесуела  | 2[a]      |
| Греція     | 1[a]      |
| Німеччина  | 1[a]      |
| Казахстан  | 1[a]      |
| Разом      | 22        |

| № | Прізвище та ім’я          | Вік | Стать   | Місце проживання | Примітки |
| - | ------------------------- | --- | ------- | ---------------- | -------- |
| 1 | Вячеслав Шишаков          |     | чоловік | Миколаїв         |          |
| 2 | Олександр Дикий           |     | чоловік |                  |          |
| 3 | Валерій Кардаш            |     | чоловік |                  |          |
| 4 | Катерина Пасенчук         | 30  | жінка   | Кропивницький    |          |
| 5 | Ірина Медичева            |     | жінка   | Луганськ         |          |
| 6 | Роман Власов              |     | чоловік |                  |          |
| 7 | Валерій Науменко          |     | чоловік |                  |          |
| 8 | наразі невідомий/невідома |     |         |                  |          |
| 9 | наразі невідомий/невідома |     |         |                  |          |

| № | Прізвище та ім’я | Вік | Стать | Примітки |
| - | ---------------- | --- | ----- | -------- |
| 1 |                  |     |       |          |
| 2 |                  |     |       |          |
| 3 |                  |     |       |          |
| 4 |                  |     |       |          |

| № | Прізвище та ім’я | Вік | Стать | Примітки |
| - | ---------------- | --- | ----- | -------- |
| 1 |                  |     |       |          |
| 2 |                  |     |       |          |

| № | Прізвище та ім’я | Вік | Стать | Примітки |
| - | ---------------- | --- | ----- | -------- |
| 1 |                  |     |       |          |

| № | Прізвище та ім’я | Вік | Стать | Примітки |
| - | ---------------- | --- | ----- | -------- |
| 1 |                  |     |       |          |

| № | Прізвище та ім’я | Вік | Стать | Примітки |
| - | ---------------- | --- | ----- | -------- |
| 1 |                  |     |       |          |

## Список поранених
| Країна     | Громадяни |
| ---------- | --------- |
| Україна    | 19[b]     |
| Афганістан | 12[b]     |
| Венесуела  | 0[b]      |
| Греція     | 0[b]      |
| Німеччина  | 0[b]      |
| Казахстан  | 0[b]      |
| Разом      | 22        |

| №  | Прізвище та ім’я | Вік | Стать | Місце проживання | Примітки |
| -- | ---------------- | --- | ----- | ---------------- | -------- |
| 1  |                  |     |       |                  |          |
| 2  |                  |     |       |                  |          |
| 3  |                  |     |       |                  |          |
| 4  |                  |     |       |                  |          |
| 5  |                  |     |       |                  |          |
| 6  |                  |     |       |                  |          |
| 7  |                  |     |       |                  |          |
| 8  |                  |     |       |                  |          |
| 9  |                  |     |       |                  |          |
| 10 |                  |     |       |                  |          |
| 11 |                  |     |       |                  |          |
| 12 |                  |     |       |                  |          |
| 13 |                  |     |       |                  |          |
| 14 |                  |     |       |                  |          |
| 15 |                  |     |       |                  |          |
| 16 |                  |     |       |                  |          |
| 17 |                  |     |       |                  |          |
| 18 |                  |     |       |                  |          |
| 19 |                  |     |       |                  |          |

| № | Прізвище та ім’я | Вік | Стать | Примітки |
| - | ---------------- | --- | ----- | -------- |
| 1 |                  |     |       |          |
| 2 |                  |     |       |          |
| 3 |                  |     |       |          |
| 4 |                  |     |       |          |

| № | Прізвище та ім’я | Вік | Стать | Примітки |
| - | ---------------- | --- | ----- | -------- |
| 1 |                  |     |       |          |
| 2 |                  |     |       |          |

| № | Прізвище та ім’я | Вік | Стать | Примітки |
| - | ---------------- | --- | ----- | -------- |
| 1 |                  |     |       |          |

| № | Прізвище та ім’я | Вік | Стать | Примітки |
| - | ---------------- | --- | ----- | -------- |
| 1 |                  |     |       |          |

| № | Прізвище та ім’я | Вік | Стать | Примітки |
| - | ---------------- | --- | ----- | -------- |
| 1 |                  |     |       |          |

## Реакція

### Реакція України
- Президент України Петро Порошенко відреагував у своєму твіттері: «Шокований трагічною звісткою з Афганістану. Внаслідок терористичного нападу на готель у Кабулі загинули громадяни України, співробітники української авіакомпанії. Висловлюю найщиріші співчуття родинам усіх загиблих. За моїм дорученням МЗС терміново направляє до Кабула українського консула з Душанбе з метою проведення відповідних консульських дій. Також встановлено контакт з американськими консульськими співробітниками, які перебувають на місці теракту в Афганістані. Доручив Кабміну надати всю необхідну допомогу для сімей українських громадян, які загинули в Афганістані.» Також Президент висловив англійською мовою співчуття сім'ям всіх жертв теракту (в тому числі жертвам інших національностей).
- Міністр Закордонних Справ України Павло Клімкін відреагув у своєму твіттері: «Жахлива звістка з Афганістану. Рішуче засуджую терористичну атаку в Кабулі. Щирі співчуття рідним та близьким загиблих. На жаль, є небезпека, що українців серед загиблих може бути більше. Ведеться постійна робота з владою на місцях.» [5]Пізніше він повідомив: «Доповів Президенту про загибель 6 громадян України внаслідок нападу на готель в Кабулі. Працюємо з правоохоронними органами Афганістану, щоб з'ясувати обставини цього терористичного акту.» Також він висловив англійською мовою співчуття сім'ям і близьким усіх жертв теракту: «Horrific news from #Afghanistan. Strongly condemn terrorist attack in #Kabul. Sincere condolences to the relatives and loved ones of the victims.»[6] Пізніше він повідомив, що число жертв загиблих українців зросло до семи: «Жахливий терористичний напад на готель в Кабулі забрав життя 7 українців. Літак з тілами загиблих вже в Україні. Горе, від якого немає ліків… Глибокі співчуття рідним та близьким.»